# Séquence d'exportation nucléaire
Une séquence d'exportation nucléaire  (en anglais NES pour Nuclear Export Signal) est une courte séquence d'acide aminé composé de 4 résidus hydrophobes dans une protéine qui le ciblent pour son exportation hors du noyau cellulaire vers le cytoplasme par moyen du transport nucléo-cytoplasmique (ou noyaire). 
Il a un effet opposé à celui du signal de localisation nucléaire (en anglais NLS pour Nuclear Localisation Signal), qui cible une protéine située dans le cytoplasme pour son importation dans le noyau. Le SEN se fait reconnaître grâce aux exportines, qui le renferment ou fixent. Des analyses en silice des SENs connus montrent que l'espacement le plus commun de leurs résidus hydrophobes serait LxxxLxxLxL, où "L" égale un résidu hydrophobe (souvent leucine) et "x" égale tout autre acide aminé. L'espacement de ces résidus peut s'expliquer en examinant des structures connues qui contiennent un SEN, puisque les résidus critiques tendent à se situer dans un endroit pareil au sein de la protéine, ce qui leur permet d'interagir avec l'exportine . L'acide ribonucléique (ARN) se compose de nucléotides, et ainsi manquent la séquence nucléaire pour entraîner son exportation hors du noyau. En conséquence, la plupart des formes d'ARN se cramponneront à une molécule de protéine pour former un complexe ribonucléoprotéique afin de se faire exporter.
L'exportation noyaire commence avec la fixation d'une protéine G, Ran-GTP, à une exportine. Cela provoque un changement de forme de l'exportine, augmentant sa disposition à exportation. Dès que la cargaison est fixée, le complexe Ran-exportine-cargaison sort du noyau par voie du pore nucléaire. Ensuite, des activateurs de GTPase hydrolysent le Ran-GTP en Ran-GDP, entraînant encore une fois un changement de forme et par la suite le dégagement de l'exportine. Libérée du Ran (une protéine nucléaire reliée à Ras), la molécule d'exportine perd elle aussi son affinité avec la cargaison nucléaire, et le complexe s'effondre. L'exportine et Ran-GDP sont recyclés séparément vers le noyau, et des facteurs d'échange (GEF) au noyau échange la guanosine diphosphate (GDP) contre la guanosine triphosphate (GTP) sur la protéine nucléaire Ran.